# Tell Beit Mirsim

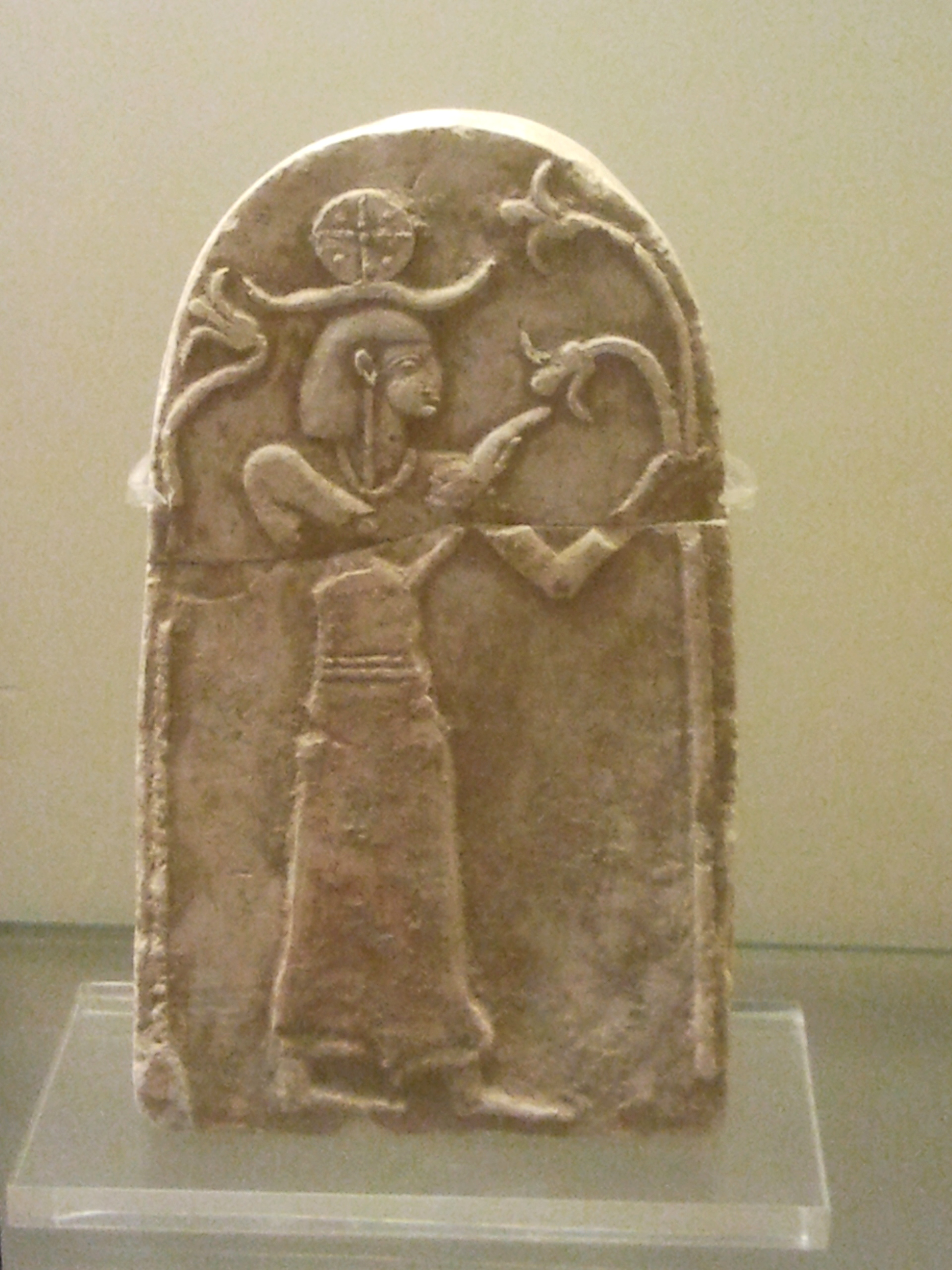
Estela descubierta en Tell Beit Mirsim.

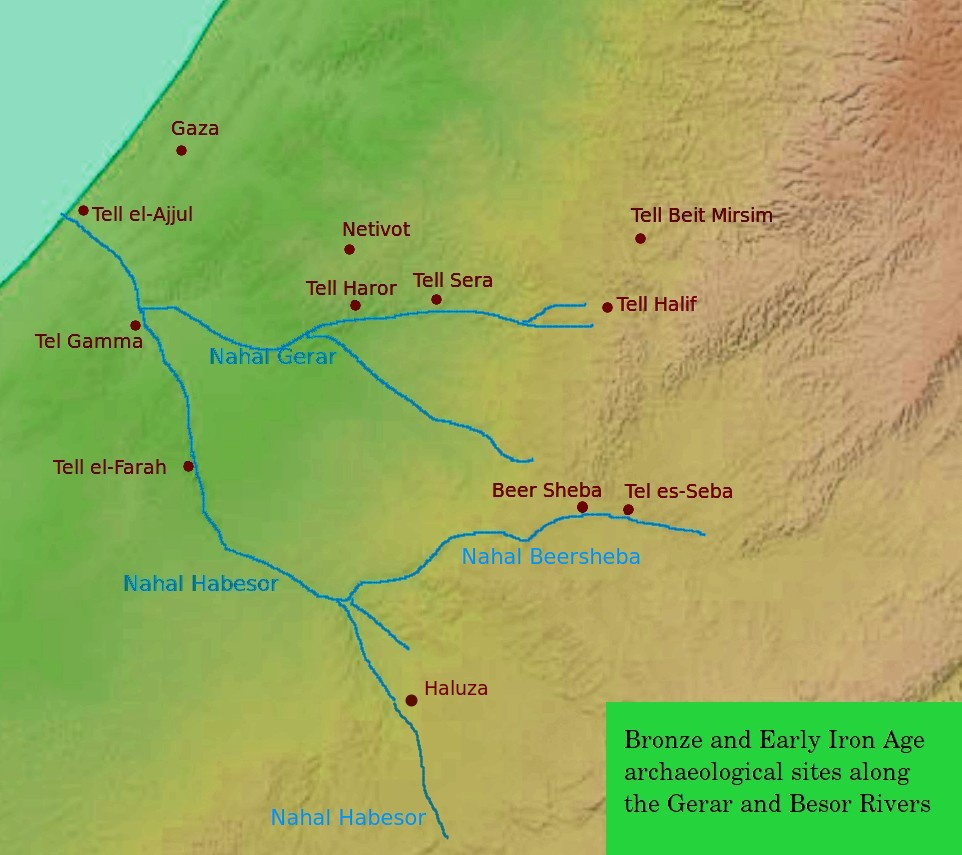
Ubicación de Tell Beit Mirsim.

Tell Beit Mirsim (en hebreo: תל בית מירסים‎, en árabe: تل بیت میرسیم‎) es un yacimiento arqueológico en Israel ubicado en la frontera entre Sefelá y  Hebrón. Está situado en la región oriental de Laquis, a unos 20 kilómetros al suroeste de Hebrón y a unos 13 kilómetros al sureste de Laquis.

## Historia
El sitio fue explorado en 1926, 1928, 1930 y 1932 por William Foxwell Albright, a veces acompañado por Nelson Glueck.
Se trata de un ejemplo característico de ciudad del reino de Judá siguiendo el ejemplo de Beit Shemesh, (Tell en-Nasbeh), Khirbet Qeiyafa y Beerseva: en todos estos yacimientos se construyó un muro de casamatas y las casas de la ciudad cercana incorporaron las casamatas como una de las estancias de la vivienda. Este modelo no se conoce en ningún yacimiento cananeo, filisteo o del Reino de Israel. Durante las excavaciones, Albright descubrió dos fragmentos de asas de vaso con la inscripción hebrea: «l˒lyqm n˓r ywkn»" que significa «a Eliakim siervo de Yokin».
Albright identifica el lugar con la ciudad bíblica de Debir, pero esta identificación no es aceptada por la comunidad arqueológica, considerando Rabud la ubicación más probable.